# T.V. of Tomorrow
T.V. of Tomorrow («Телевидение завтрашнего дня») — короткометражный комедийный мультипликационный фильм, выпущенный в 1953 году компанией Metro-Goldwyn-Mayer. Режиссёр Текс Эвери, продюсер Фред Куимби, сценарист Хек Аллен, мультипликаторы: Майкл Ла, Рэй Паттерсон, Роберт Бэнтли, Уолтер Клинтон, Грант Симмонс, композитор Скотт Брэдли.

## Пролог
Обычный городок в США. Ещё вчера он был тихим, мирным, спокойным. Образец полной безмятежности. И вдруг внезапно появилось… телевидение! С телевидением пришли и проблемы…

## Сюжет
Фильм в сатирической форме высмеивает телевидение, а также проблемы, вызванные им (такие как усталость глаз). В манере, пародирующей рекламный ролик, фильм предлагает юмористический вариант устранения этих проблем в будущем. Так, помехи от пролетающего самолёта предлагается устранять при помощи встроенной в телевизор зенитки. Чтобы не отрываться от просмотра телепрограммы на приём пищи, телевизор будущего обещают встраивать прямо в кухонную плиту. Для экономии на техобслуживании будут выпускаться модели с телемастером, сидящим внутри, а для экономных предлагается выпускать телевизор размером с карманный фонарик.

## Разное
Сами того не зная, авторы фильма предсказали некоторые явления, которые хоть и выглядели в 50-х годах как шутка, но время нашло им иное применение. В числе таковых можно указать следующие «шутки»:
- Телевидение будет работать допоздна, специально для «сов»
- Телевизоры в ванной
- «И вообще, дом будущего будет строиться вокруг телевизора»

## О мультфильме
Текс Эйвери использовал комбинацию реального действия с мультипликационным, например, съёмку звезды сериала «MGM» «Pete Smith Specialties» Дэйва О'Брайана, в своём изобретательном трюковом мультфильме «Телевидение будущего».
— Молтин Леонард «О мышах и магии. История американского рисованного фильма»